# Шандрова
Шандро́ва — річка в Україні, в межах Городоцького району Хмельницької області, ліва притока Збруча (басейн Дністра). 

## Опис і розташування
Довжина 12 км, площа басейну 36 км². Річкова долина вузька, глибока. Річка маловодна. Бере початок на південний схід від села Іванківці. Тече спершу на північний схід, далі — на північ, у пониззі— на північний захід. Впадає до Збруча при південно-західній частині смт Сатанів. 
Над річкою розтшовані села: Кам'янка і Спасівка, а також південна частина смт Сатанів. 
Басейн річки розташований у межах Товтрового геоморфологічного району. Ця територія характеризується тим, що тут розташована частина головного пасма Товтр, яке відзначається найбільшими висотами. У басейні 70% території займають поля, у долині річки переважають суходільні луки. Тут можна побачити справжні і пустищні луки, проте немає класичних боліт. Біля с. Іванківці значні площі займають сади. 
Іхтіофауна у річці не дуже різноманітна, хоча вона переважно близька до збручанської (верховодка, в'юн, гірчак, йорж, карась, короп, краснопірка, лин, лящ, пічкур). Спостерігається значно менша щільність земноводних, імовірно, це пов'язано з тим, що на цій території немає боліт (жаби трав'яна і гостроморда, ставкова і озерна, ропухи сіра і зелена, тритони звичайний і гребінчастий). Більшу щільність мають плазуни (вуж водяний). Птахів лук і водойм тут можна нарахувати до 33 видів, птахів степу і поля — до 12 видів, птахів-синантропів — до 8 видів і навіть птахів лісу — до 40 видів. Із ссавців у місцевості в районі Шандрови водяться бурозубка, видра річкова, горностай, єнот уссурійський, заєць-русак, їжак звичайний, кіт лісовий, сарна, кріт, куниця кам'яна, ласка, лисиця, миші жовтогорла, польова і маленька, нічниця водяна, ондатра, пацюк сірий, полівки водяна і звичайна, тхір степовий, ховрах крапчастий, хом'як. 
У верхів'ї річки розташований гідрологічний заказник місцевого значення «Шандровський».